# Oberwiesenthal
Oberwiesenthal – najwyżej położone miasto w Niemczech, w kraju związkowym Saksonia, w okręgu administracyjnym Chemnitz, w powiecie Erzgebirgskreis (do 31 lipca 2008 w powiecie Annaberg), w Rudawach. W 1936 r. uznano urzędowo nazwę miasta Kurort Oberwiesenthal. 
W mieście znajduje się skocznia narciarska Fichtelbergschanzen.

## Współpraca
Miejscowości partnerskie:
- Fichtelberg, Bawaria
- Hakuba, Japonia
- Lauf an der Pegnitz, Bawaria
- Schonach im Schwarzwald, Badenia-Wirtembergia

## Osoby związane z miastem
- Jens Weißflog – niemiecki skoczek narciarski, honorowy obywatel miasta, mieszka w tej miejscowości.

## Bibliografia

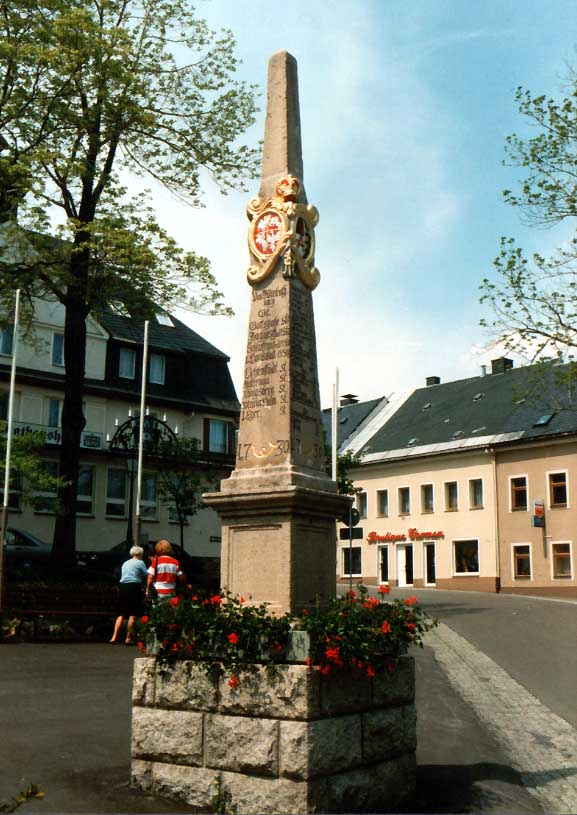
Słup dystansowy poczty z 1730 roku